# Guilherme Schettine
Guilherme Schettine (Gama, 1995. október 10. –) brazil labdarúgó, a svájci Grasshoppers csatárja.

## Pályafutása
Schettine a brazíliai Gama régióban született. Az ifjúsági pályafutását az Athletico Paranaense akadémiájánál kezdte.
2013-ban mutatkozott be a Atlético Paranaense felnőtt keretében. 2015 és 2017 között a Guaratinguetá és a Portuguesa, illetve a portugál Santa Clara csapatát erősítette kölcsönben. A lehetőséggel élve, 2017-ben a portugál klubhoz szerződött. 2018-ban a Al-Batinnál és a Dibba Al-Fujairahnál játszott mint kölcsönjátékos. 2020-ban a Bragához igazolt. A 2020–21-es szezonban a spanyol Almería, míg a 2021–22-es szezonban a Vizela csapatánál szerepelt szintén kölcsönben. 2022. július 25-én egyéves kölcsönszerződést kötött a svájci első osztályban szereplő Grasshoppers együttesével. Először a 2022. augusztus 27-ei, Servette ellen 3–1-re elvesztett mérkőzés 74. percében, Renat Dadashov cseréjeként lépett pályára. Első gólját 2022. október 8-án, a Sion ellen hazai pályán 4–4-es döntetlennel zárult találkozón szerezte meg.

## Statisztikák
2023. április 10. szerint
| Klub                      | Szezon   | Osztály            | Bajnokság | Bajnokság | Kupa és Ligakupa | Kupa és Ligakupa | Nemzetközi | Nemzetközi | Összesen | Összesen |
| Klub                      | Szezon   | Osztály            | Meccs     | Gól       | Meccs            | Gól              | Meccs      | Gól        | Meccs    | Gól      |
| ------------------------- | -------- | ------------------ | --------- | --------- | ---------------- | ---------------- | ---------- | ---------- | -------- | -------- |
| Braga                     | 2020–21  | Liga Portugal      | 10        | 0         | 1                | 0                | 6          | 0          | 17       | 0        |
| Almería (kölcsönben)      | 2020–21  | Segunda División   | 7         | 0         | 0                | 0                | —          | —          | 7        | 0        |
| Vizela (kölcsönben)       | 2021–22  | Liga Portugal      | 28        | 8         | 4                | 1                | —          | —          | 32       | 9        |
| Grasshoppers (kölcsönben) | 2022–23  | Swiss Super League | 17        | 6         | 2                | 2                | —          | —          | 19       | 8        |
| Összesen                  | Összesen | Összesen           | 62        | 14        | 7                | 3                | 6          | 0          | 75       | 17       |